# Демешківська сільська рада
| Демешківська сільська рада — орган місцевого самоврядування у Галицькому районі Івано-Франківської області з адміністративним центром у с. Демешківці. Історична дата утворення: в 1954 році. Водоймища на території, підпорядкованій даній раді: річка Дністер. Сільській раді підпорядковані населені пункти: - с. Демешківці — населення 266 чол.; площа 5,545 кв.км; - с. Німшин — населення 523 чол.; площа 6,836 кв.км; - с. Поплавники — населення 273 чол.; площа 4,496 кв.км; - с. Придністров'я — населення 507 чол.; площа 5,542 кв.км; |

## Склад ради
Рада складається з 19 депутатів та голови.

### Керівний склад ради
| ПІБ                        | Основні відомості                                            | Дата обрання | Дата звільнення |
| -------------------------- | ------------------------------------------------------------ | ------------ | --------------- |
| Бартків Микола Зеновійович | Сільський голова, 1967 року народження, освіта, безпартійний | 26.03.2006   | 05.06.2008      |
| Цибух Зіновій Богданович   | Сільський голова, 1969 року народження, освіта, безпартійний | 03.05.2009   | 31.10.2010      |

Примітка: таблиця складена за даними джерела